# Liste der Kulturdenkmale in Kroptewitz
In der Liste der Kulturdenkmale in Kroptewitz sind die Kulturdenkmale des Leisniger Ortsteils Kroptewitz verzeichnet, die bis Mai 2023 vom Landesamt für Denkmalpflege Sachsen erfasst wurden (ohne archäologische Kulturdenkmale). Die Anmerkungen sind zu beachten.
Diese Aufzählung ist eine Teilmenge der Liste der Kulturdenkmale in Leisnig.

## Kroptewitz
| Bild           | Bezeichnung                           | Lage                 | Datierung           | Beschreibung | ID       |
| -------------- | ------------------------------------- | -------------------- | ------------------- | --- | -------- |
| Weitere Bilder | Herrenhaus des ehemaligen Rittergutes | Kroptewitz 1 (Karte) | Bezeichnet mit 1846 | Von ortsgeschichtlicher Bedeutung. Massiv, zweigeschossig, Schopfwalmdach, profilierte Fenstergewände mit Verdachung, späterer Erkeranbau, zum Teil überformt. Herrenhaus des einstigen Rittergutes, welches vom 15. bis zum 17. Jahrhundert der Familie von Kötteritz gehörte. Nachfolgende Besitzer waren die Familien Gundermann, von Vittinghoff, von Schöning und Gruhl. „Das amtssässige Rittergut Kroptewitz nördlich von Leisnig unterstand dem Amt Leisnig. Neben Kroptewitz übte das Rittergut auch die Gerichtsbarkeit über eines der Burglehen Leisnig mit Röda aus.“ (Staatsarchiv Leipzig). Das wahrscheinlich Ende des 18. Jahrhunderts erbaute ehemalige Herrenhaus steht in der Mitte des Rittergutes. Vermutlich wurde der schlichte zweigeschossige Putzbau unter seinem damaligen Besitzer Friedrich August von Carlowitz errichtet. Im 19. Jahrhundert erfolgte ein Umbau durch Ernst Adam Gruhl. 1915 übergab der Gutsbesitzer Emil Neumann das Gut an eine Familienstiftung, welche 1945 aufgelöst wurde. Im Herrenhaus wurden Wohnungen eingebaut, das Gut wurde aufgeteilt. Schlichtes, durch Mansarddach mit Schopf abschließendes Gebäude. Türen an der Traufseite mit Türgewänden und Verdachungen. Schlichte Fenstereinfassungen aus Porphyrtuff. An einer Ecke polygonaler zweigeschossiger Standerker, evtl. Rest eines Turmes. Auf Grund seiner wirtschaftlichen und auch juristischen Bedeutung kommt dem Herrenhaus als einzigem original erhaltenen Bestandteil des Rittergutes geschichtliche Bedeutung zu. Die Authentizität des im 18. Jahrhundert erbauten Herrenhauses begründet auch eine baugeschichtliche Bedeutung. | 09208094 |

## Tabellenlegende
- Bild: Bild des Kulturdenkmals, ggf. zusätzlich mit einem Link zu weiteren Fotos des Kulturdenkmals im Medienarchiv Wikimedia Commons. Wenn man auf das Kamerasymbol klickt, können Fotos zu Kulturdenkmalen aus dieser Liste hochgeladen werden:
- Bezeichnung: Denkmalgeschützte Objekte und ggf. Bauwerksname des Kulturdenkmals
- Lage: Straßenname und Hausnummer oder Flurstücknummer des Kulturdenkmals. Die Grundsortierung der Liste erfolgt nach dieser Adresse. Der Link (Karte) führt zu verschiedenen Kartendiensten mit der Position des Kulturdenkmals. Fehlt dieser Link, wurden die Koordinaten noch nicht eingetragen. Sind diese bekannt, können sie über ein Tool mit einer Kartenansicht einfach nachgetragen werden. In dieser Kartenansicht sind Kulturdenkmale ohne Koordinaten mit einem roten bzw. orangen Marker dargestellt und können durch Verschieben auf die richtige Position in der Karte mit Koordinaten versehen werden. Kulturdenkmale ohne Bild sind an einem blauen bzw. roten Marker erkennbar.
- Datierung: Baubeginn, Fertigstellung, Datum der Erstnennung oder grobe zeitliche Einordnung entsprechend des Eintrags in der sächsischen Denkmaldatenbank
- Beschreibung: Kurzcharakteristik des Kulturdenkmals entsprechend des Eintrags in der sächsischen Denkmaldatenbank, ggf. ergänzt durch die dort nur selten veröffentlichten Erfassungstexte oder zusätzliche Informationen
- ID: Vom Landesamt für Denkmalpflege Sachsen vergebene, das Kulturdenkmal eindeutig identifizierende Objekt-Nummer. Der Link führt zum PDF-Denkmaldokument des Landesamtes für Denkmalpflege Sachsen. Bei ehemaligen Kulturdenkmalen können die Objektnummern unbekannt sein und deshalb fehlen bzw. die Links von aus der Datenbank entfernten Objektnummern ins Leere führen. Ein ggf. vorhandenes Icon  führt zu den Angaben des Kulturdenkmals bei Wikidata.